# Anania extricalis
Anania extricalis là một loài bướm đêm trong họ Crambidae.